# Isaria tax
Isaria tax är en svampart som beskrevs av D. Kumar, C.S. Roy, Z.R. Khan, Yazdani, Hameed & M. Mahmood 1983. Isaria tax ingår i släktet Isaria och familjen Cordycipitaceae.   Inga underarter finns listade i Catalogue of Life.